# Manzonia boucheti
Manzonia boucheti is een slakkensoort uit de familie van de Rissoidae. De wetenschappelijke naam van de soort is voor het eerst geldig gepubliceerd in 1992 door Amati.